# Vest Taun (Čikago)
Vest Taun (engl. West Town) je jedna od 77 gradskih oblasti u Čikagu. Ova oblast je oko 4 kilometara severozapadno od centra grada. Postoji više različitih komšiluka u ovom delu grada.

## Komšiluci
- Buktaun (deo)
- Viker park
- Ukrajinsko selo
- Ist vilidž
- Ist Humboldt park
- Nobl skver
- Gus ostrvo (deo)
- Kinzi industrijski koridor

## Istorija
Ovaj deo grada je porastao u 1840-tim godinama. Nemci i ljudi iz Skandinavije su živeli na severnom i severozapdnom delu oblasti, dok su Poljaci živeli oko sredine oblasti. Poljski deo se prozvao „Poljski centar grada“ i „Poljski Trougao“. Bilo je Ruskih Jevreja u zapadnom delu, i Italijana u jugoistočnom delu. Takođe, oko centra oblasti su se naselili Ukrajinci. 
Posle Drugog svetskog rata je prispeo znatan broj Hispanaca u Vest taun, uglavnom Portorikanci i Meksikanci. Takođe je bio neki broj crnaca, brojući oko 10% populacije oblasti zadnjih decenija 20-tog veka. Ovaj deo grada je multi-etnički. 
Krajem 20-tog veka je severni deo ove oblasti, oko Viker parka i Buktauna, privukao bogatije belce i slikare.

## Slike
- Stara Ukrainska uniatska crkva
- Stara Poljska crkva

## Populacija
- 1930: 187,292
- 1960: 139,657
- 1990: 87,703
- 2000: 87,435[1]